# Alan Cameron
Alan Cameron (ur. 13 marca 1938, zm. 31 lipca 2018 w Nowym Jorku) – brytyjski historyk i filolog klasyczny, bizantynolog.
Był absolwentem Oxford University (1964). Od 1977 wykładał na Columbia University.

## Wybrane publikacje
- Claudian: Poetry and Propaganda at the Court of Honorius, (1970).
- Porphyrius the Charioteer, (1973).
- Circus Factions: Blues and Greens at Rome and Byzantium, (1976).
- The Greek Anthology: From Meleager to Planudes, (1993)
- Callimachus and his Critics, (1995).